# کا کا (بازیکن فوتبال)
کارلوس ادواردو فرراری (به پرتغالی: Carlos Eduardo Ferrari) معروف به کاکا (Cacá) بازیکن فوتبال در پست مهاجم اهل برزیل است که در شهر پارانا، برزیل و در تاریخ ۱۹ فوریهٔ ۱۹۷۹ به دنیا آمده‌است.

## باشگاهی
کاکا در تیم‌های فوتبال باشگاه فوتبال رنجرز، بیرمنگام سیتی، باشگاه فوتبال آکادمیکا، لاس پالماس، باشگاه فوتبال آریس سالونیک، باشگاه فوتبال اسپرانس تونس و چین جنوبی سابقهٔ حضور دارد.